# Bahnstrecke Merseburg–Schafstädt
| Streckennummer: | 6357 (Merseburg Hbf– Merseburg Elisabethhöhe) 6806 (Buna Werke–Schafstädt) |                                                          |                                                          |
| Kursbuchstrecke (DB): | 588                                                                        |                                                          |                                                          |
| Kursbuchstrecke: | 153e (1934)                                                                |                                                          |                                                          |
| Streckenlänge: | 17,8 km                                                                    |                                                          |                                                          |
| Spurweite: | 1435 mm (Normalspur)                                                       |                                                          |                                                          |
| Stromsystem: | Merseburg Hbf–Buna Werke (–Halle-Nietleben): 15 kV, 16,7 Hz ~              |                                                          |                                                          |
| Streckengeschwindigkeit: | 50 km/h                                                                    |                                                          |                                                          |
| |                                                                            |                                                          |                                                          |
| \| \| \| von Bebra \| \| \| \| \| von Leipzig-Leutzsch \| \| \| \| \| von Querfurt \| \| \| \| 0,017 \| Merseburg Hbf \| Merseburg Hbf \| \| \| \| nach Halle (Saale) Hbf \| \| \| \| \| Bundesstraße 91 \| \| \| \| \| \| \| \| \| 3,452 \| Merseburg Elisabethhöhe zeitweise Merseburg Friedenshöhe \| Merseburg Elisabethhöhe zeitweise Merseburg Friedenshöhe \| \| \| \| \| \| \| \| 3,853 \| Neutrassierung \| Neutrassierung \| \| \| \| Laucha \| \| \| \| \| Buna Werke Bahnsteig (Bft) \| \| \| \| \| Anschluss Buna-Werke \| \| \| \| 5,640 \| Buna Werke früher Buna Werke Pbf \| Buna Werke früher Buna Werke Pbf \| \| \| 5,970 \| nach Halle-Nietleben \| nach Halle-Nietleben \| \| \| \| Ende der Oberleitung \| \| \| \| 5,70 \| Knapendorf \| Knapendorf \| \| \| \| \| \| \| \| \| Bundesautobahn 38 \| \| \| \| 8,10 \| Milzau \| Milzau \| \| \| 9,10 \| Leipzig Hbf–Eltersdorf (Schnellfahrstrecke) \| Leipzig Hbf–Eltersdorf (Schnellfahrstrecke) \| \| \| 10,50 \| Bad Lauchstädt (Hp und Awanst, ehem. Bf) \| Bad Lauchstädt (Hp und Awanst, ehem. Bf) \| \| \| \| Werksanschluss, ehem. nach Angersdorf \| \| \| \| 12,60 \| Bad Lauchstädt West \| Bad Lauchstädt West \| \| \| 14,50 \| Groß Gräfendorf \| Groß Gräfendorf \| \| \| 17,60 \| Schafstädt (seit 2009) \| Schafstädt (seit 2009) \| \| \| 17,80 \| Schafstädt (bis 2009) \| Schafstädt (bis 2009) \| |                                                                            |                                                          |                                                          |
| Strecke |                                                                            | von Bebra                                                | von Bebra                                                |
| Abzweig geradeaus und von rechts |                                                                            | von Leipzig-Leutzsch                                     | von Leipzig-Leutzsch                                     |
| Abzweig geradeaus und von links |                                                                            | von Querfurt                                             | von Querfurt                                             |
| Bahnhof | 0,017                                                                      | Merseburg Hbf                                            | Merseburg Hbf                                            |
| Abzweig geradeaus und nach rechts |                                                                            | nach Halle (Saale) Hbf                                   | nach Halle (Saale) Hbf                                   |
| Strecke mit Straßenbrücke |                                                                            | Bundesstraße 91                                          | Bundesstraße 91                                          |
| |                                                                            |                                                          |                                                          |
| Dienststation / Betriebs- oder Güterbahnhof | 3,452                                                                      | Merseburg Elisabethhöhe zeitweise Merseburg Friedenshöhe | Merseburg Elisabethhöhe zeitweise Merseburg Friedenshöhe |
| |                                                                            |                                                          |                                                          |
| Strecke von links · Abzweig ehemals geradeaus und nach rechts | 3,853                                                                      | Neutrassierung                                           | Neutrassierung                                           |
| Brücke über Wasserlauf · Strecke (außer Betrieb) |                                                                            | Laucha                                                   | Laucha                                                   |
| ehemaliger Haltepunkt / Haltestelle · Strecke (außer Betrieb) |                                                                            | Buna Werke Bahnsteig (Bft)                               | Buna Werke Bahnsteig (Bft)                               |
| Abzweig geradeaus und nach rechts · Strecke (außer Betrieb) |                                                                            | Anschluss Buna-Werke                                     | Anschluss Buna-Werke                                     |
| Dienststation / Betriebs- oder Güterbahnhof · Strecke (außer Betrieb) | 5,640                                                                      | Buna Werke früher Buna Werke Pbf                         | Buna Werke früher Buna Werke Pbf                         |
| Abzweig geradeaus und nach rechts · Strecke (außer Betrieb) | 5,970                                                                      | nach Halle-Nietleben                                     | nach Halle-Nietleben                                     |
| Grenze · Strecke (außer Betrieb) |                                                                            | Ende der Oberleitung                                     | Ende der Oberleitung                                     |
| Strecke · Haltepunkt / Haltestelle (Strecke außer Betrieb) | 5,70                                                                       | Knapendorf                                               | Knapendorf                                               |
| Strecke nach links · Abzweig ehemals geradeaus und von rechts |                                                                            |                                                          |                                                          |
| Strecke mit Straßenbrücke |                                                                            | Bundesautobahn 38                                        | Bundesautobahn 38                                        |
| ehemaliger Haltepunkt / Haltestelle | 8,10                                                                       | Milzau                                                   | Milzau                                                   |
| Kreuzung geradeaus oben | 9,10                                                                       | Leipzig Hbf–Eltersdorf (Schnellfahrstrecke)              | Leipzig Hbf–Eltersdorf (Schnellfahrstrecke)              |
| ehemaliger Haltepunkt / Haltestelle | 10,50                                                                      | Bad Lauchstädt (Hp und Awanst, ehem. Bf)                 | Bad Lauchstädt (Hp und Awanst, ehem. Bf)                 |
| Abzweig ehemals geradeaus und nach rechts |                                                                            | Werksanschluss, ehem. nach Angersdorf                    | Werksanschluss, ehem. nach Angersdorf                    |
| Haltepunkt / Haltestelle (Strecke außer Betrieb) | 12,60                                                                      | Bad Lauchstädt West                                      | Bad Lauchstädt West                                      |
| Haltepunkt / Haltestelle (Strecke außer Betrieb) | 14,50                                                                      | Groß Gräfendorf                                          | Groß Gräfendorf                                          |
| Haltepunkt / Haltestelle (Strecke außer Betrieb) | 17,60                                                                      | Schafstädt (seit 2009)                                   | Schafstädt (seit 2009)                                   |
| Kopfbahnhof Streckenende (Strecke außer Betrieb) | 17,80                                                                      | Schafstädt (bis 2009)                                    | Schafstädt (bis 2009)                                    |

Die Bahnstrecke Merseburg–Schafstädt ist eine Nebenbahn in Sachsen-Anhalt. Sie folgt weitgehend dem Verlauf des Bachs Laucha.
Die Kilometrierung der Strecke nach Schafstädt geht von Merseburg aus, obwohl die zugehörige Strecke erst östlich von Milzau beginnt. Dabei wird die frühere Streckenführung weiter südlich der Buna-Werke berücksichtigt, während die Strecke heute mit einem Umweg von 1,2 Kilometern über die Buna-Werke führt.

## Geschichte
Am 1. November 1896 ging die Bahnstrecke Merseburg–Schafstädt in Betrieb.
Mit dem Bau der Buna-Werke 1936 gewann der östliche Teil der Strecke vor allem im Güterverkehr an Bedeutung. Durch die nach 1937 erfolgte Anbindung der Buna-Werke und der damit verbundenen Verschwenkung der Trasse ab dem heutigen Merseburger Ortsteil Annemariental bis zum ehemaligen Bahnhof Milzau wurde in der Ortschaft Knapendorf der dortige Bahnhof aufgegeben. Durch die Neutrassierung verlängerte sich die Strecke nach Schafstädt um 1,2 Kilometer.
Um eine leistungsfähige Verbindung zwischen Halle-Neustadt und den Buna-Werken zu erhalten, wurde die in Bad Lauchstädt abzweigende „Zwiebelbahn“ nach Schlettau (heute Angersdorf) großzügig neutrassiert. Am 24. April 1967 wurde die nun elektrifizierte und in den Bahnhof Buna Werke in die Schafstädter Bahn einmündende Verbindung eröffnet. Auch der Abschnitt Merseburg–Buna Werke wurde elektrifiziert.

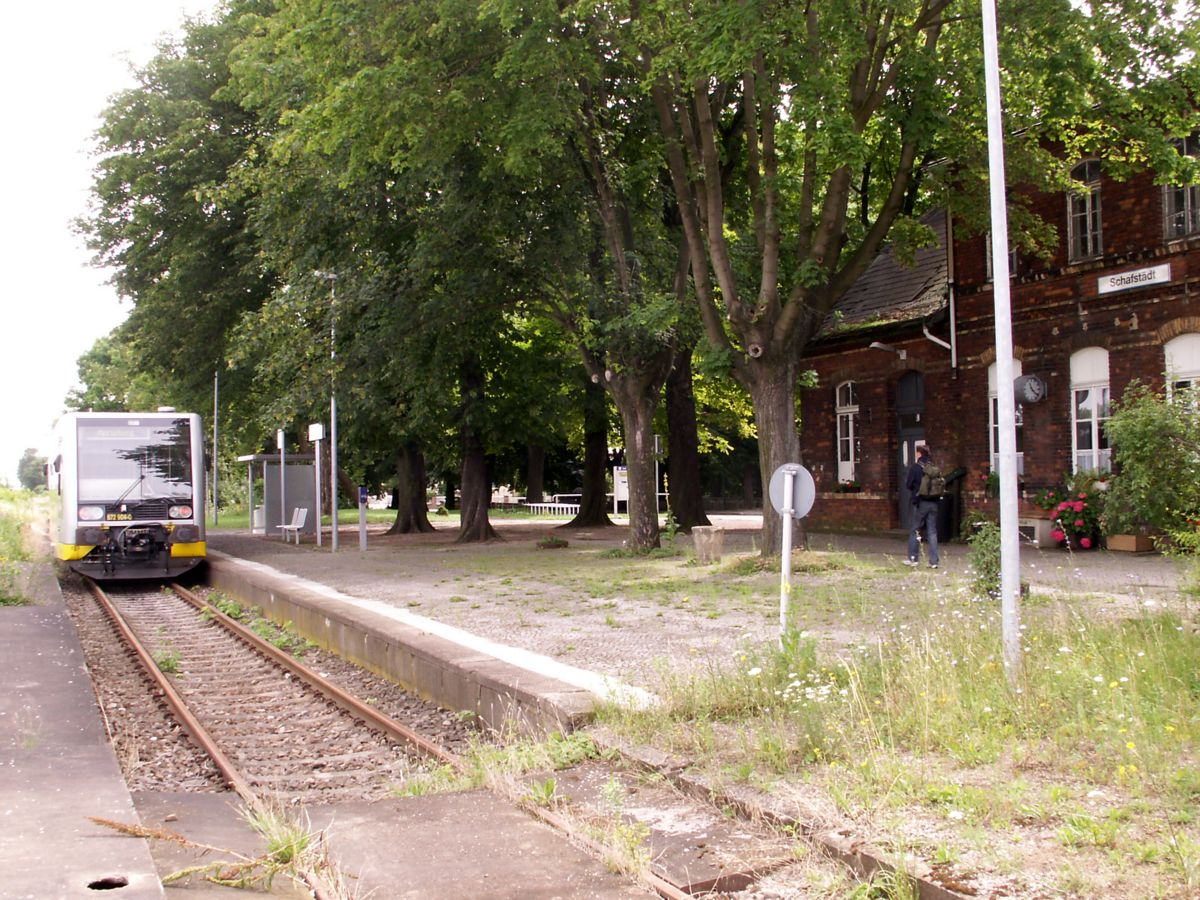
Zug im alten Bahnhof Schafstädt (2007)

Nach der Wende 1990 wurde die Produktion der Buna-Werke umgestellt. Mit der Übernahme durch Dow Chemical entstanden moderne Produktionsanlagen, alte wurden stillgelegt und abgerissen mit der Folge, dass zahlreiche Arbeitsplätze abgebaut wurden; parallel dazu sanken auf der Strecke die Fahrgastzahlen.
In den 1990er Jahren wurde die Strecke mit dem Ziel, sie zu erhalten, in das Flächenbahnkonzept des Landes Sachsen-Anhalt aufgenommen. In den 2000er Jahren erfolgte ihre stellenweise Sanierung, teilweise verblieben jedoch noch Langsamfahrstellen.

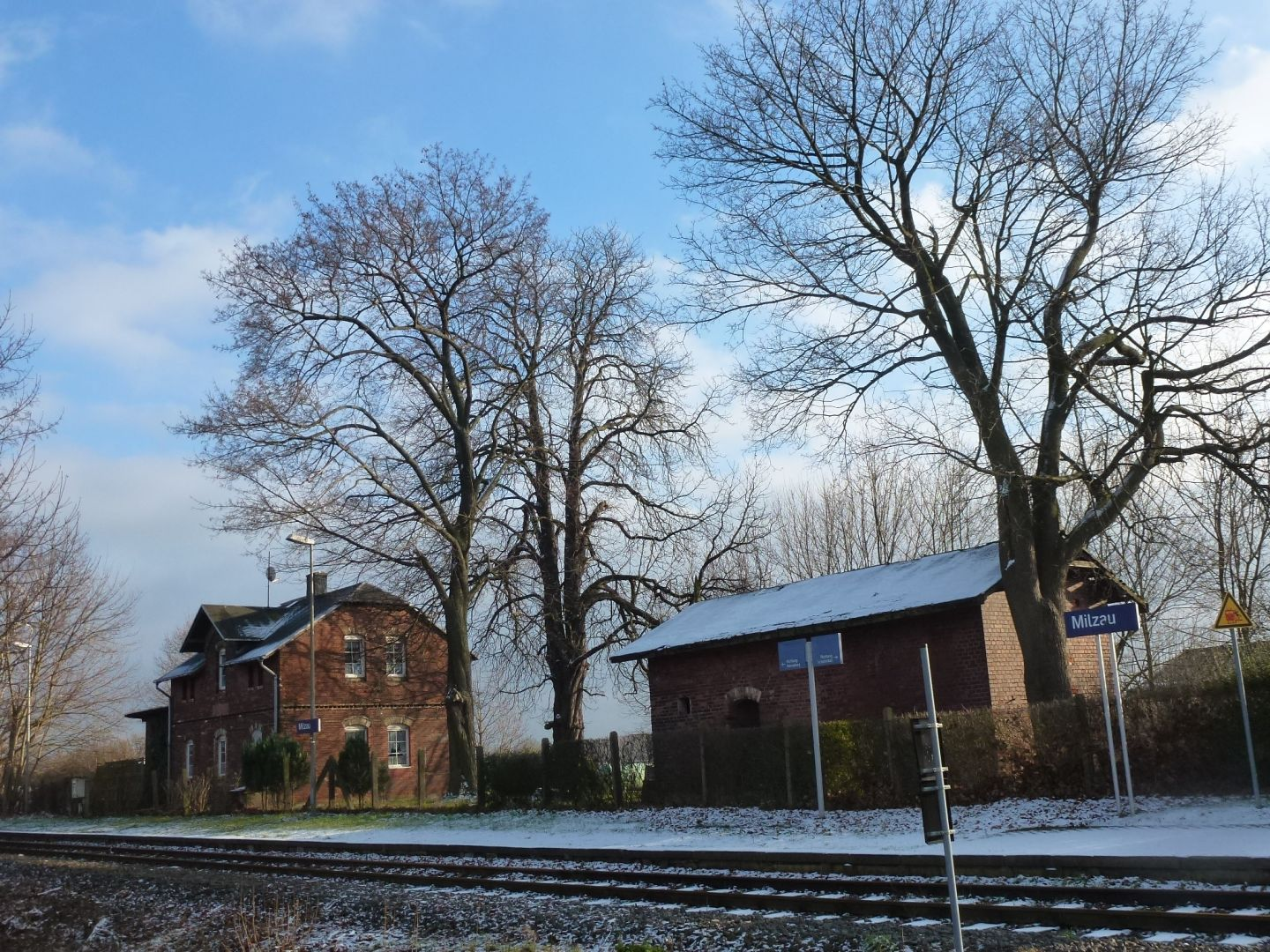
Haltepunkt Milzau (2015)

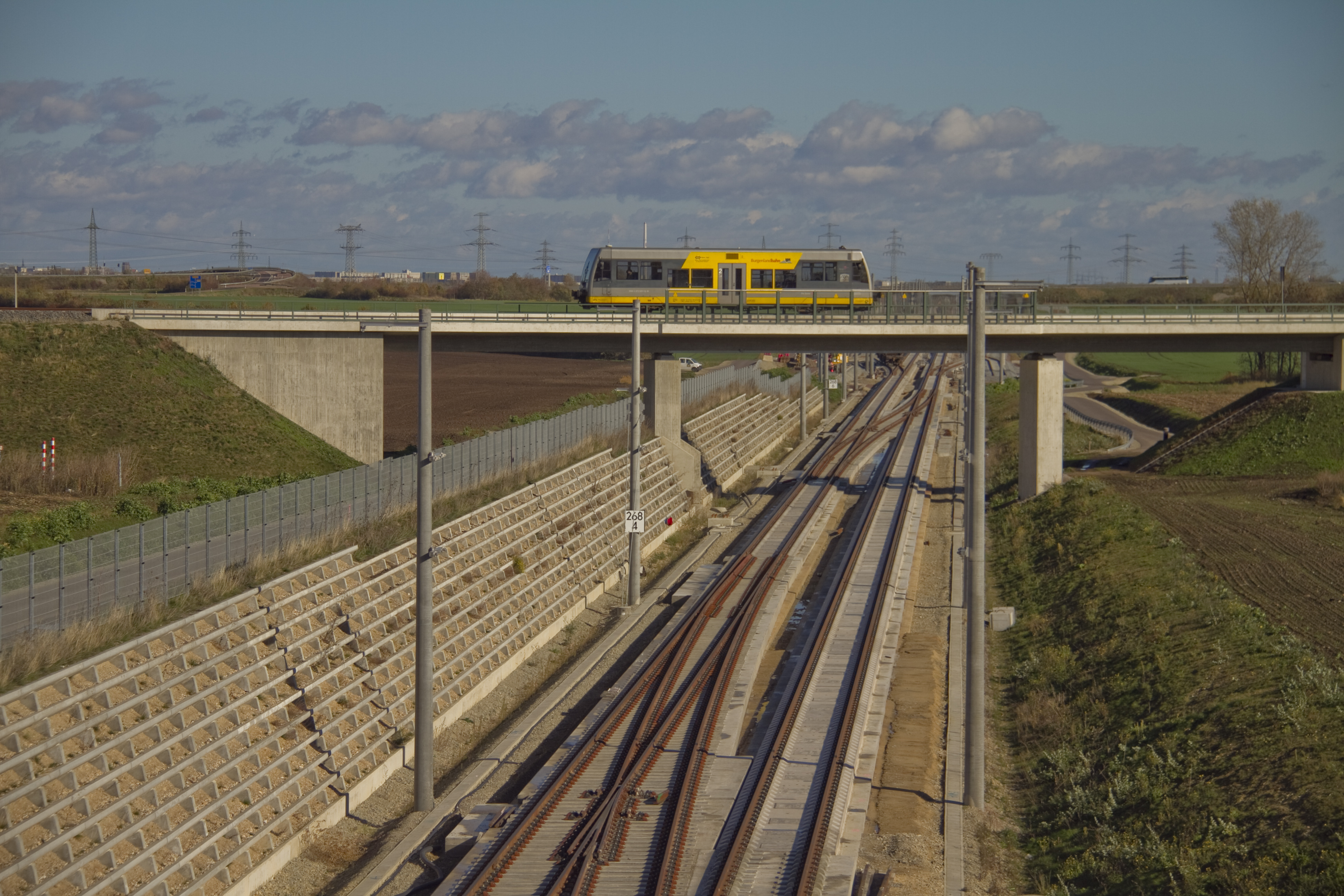
Überquerung der Neubaustrecke Erfurt–Leipzig/Halle

Zuletzt fuhren in der Relation Merseburg–Buna Werke–Schafstädt moderne Triebwagen des Typs DWA LVT/S der DB Regio im Stundentakt. Die Strecke gehörte zum Regionalnetz Burgenland (Burgenlandbahn). Die planmäßige Fahrtdauer für die Gesamtstrecke betrug 31 Minuten. Es gab 13 Zugpaare pro Tag. Die Strecke teilte sich die Kursbuchnummer 588 mit der Bahnstrecke Merseburg–Halle-Nietleben.
Im Dezember 2007 sollte der Personenverkehr auf der Strecke komplett eingestellt werden. Der Grund dafür waren die geringen Fahrgastzahlen – sie waren um die Hälfte auf 250 Reisende pro Werktag gefallen – und die Streichung von Regionalisierungsmitteln. Während die Personenzüge der Relation Merseburg–Halle-Nietleben, die die Strecke im Abschnitt Merseburg–Buna Werke nutzten, im Dezember 2007 entfielen, wurde die Verbindung Merseburg–Schafstädt auf Wunsch der Region weiter bestellt.
Doch auch einzelne Maßnahmen zur Ertüchtigung der Infrastruktur, zum Beispiel ein neuer Haltepunkt in Schafstädt (2009), um dort einen Bahnübergang einzusparen, und spezielle Angebotsausweitungen konnten den weiteren Rückgang der Fahrgastzahlen nicht stoppen. Nach Angaben der Nahverkehrsservice Sachsen-Anhalt GmbH (NASA) nutzten die Züge zuletzt weniger als 150 Fahrgäste pro Tag. Der Personenverkehr wurde daher zum 14. Dezember 2014 wegen zu geringer Nachfrage eingestellt.
Zuletzt lag die Streckenhöchstgeschwindigkeit bei 50 km/h, zwischen Bad Lauchstädt und Bad Lauchstädt West wegen Oberbaumängeln bei 30 km/h. Reduzierungen auf 20 km/h gab es an ungesicherten Bahnübergängen zum Betriebsgelände der Mitteldeutschen Sanierungs- und Entsorgungsgesellschaft, am Haltepunkt Milzau sowie westlich des Bahnhofs Bad Lauchstädt. Die schadhafte Brücke über den Wirtschaftsweg Maerkerstraße im Ostkopf des Bahnhofs Bad Lauchstädt ließ nur eine Befahrung mit 10 km/h zu.
Am 6. Februar 2017 genehmigte das Eisenbahn-Bundesamt die Stilllegung des Abschnitts Bad Lauchstädt–Schafstädt, da sich die RegioInfra als einziger Interessent für die gesamte Strecke zurückzog. Der Betrieb wurde am 28. Februar 2017 dauerhaft eingestellt. Für den verbleibenden Streckenrest bis Bad Lauchstädt gab es noch zwei Interessenten. Am 18. Januar 2018 genehmigte das Eisenbahn-Bundesamt auch die Stilllegung des Abschnitts Buna Werke (Streckenkilometer 6,680) – Bad Lauchstädt. Die Stilllegung wurde zum 28. Februar 2018 vollzogen. Die ZossenRail Betriebsgesellschaft mbH hat den Streckenabschnitt Buna Werke (ausschließlich) bis Schafstädt mit Wirkung zum 1. März 2018 gepachtet. Das Unternehmen will den Streckenabschnitt Buna Werke – Bad Lauchstädt als Serviceeinrichtung weiterbetreiben.
Im Dezember 2023 fanden öffentliche Sonderfahrten zwischen Merseburg und Bad Lauchstädt mit einem Triebwagen der Baureihe 628 statt. Im Jahr 2024 ist dies ebenfalls geplant.